# Rita Terranova
Rita Terranova (Buenos Aires; 6 de agosto de 1957) es una actriz y directora argentina galardonada con los premios Florencio Sánchez, Trinidad Guevara, María
Guerrero, Arlequín, Estrella de Mar, Margarita Xirgù, Teatros del Mundo, ACE, Gregorio de Laferrère, Costantini y Carlos. Hija de Osvaldo Terranova, uno de los grandes actores de la escena nacional, y de Betis Doré, actriz de la Comedia Nacional Uruguaya, ha desarrollado una extensa carrera artística. 
Habiendo debutado en teatro en 1970, estrenando hasta la fecha más de noventa obras, integró, además, los elencos estables del Teatro General San Martín y del Teatro Enrique Santos Discépolo (ahora Alvear). Durante su trayecto artístico, formó parte de numerosos jurados y representó a la Argentina en Festivales Internacionales de teatro en España, Uruguay, Hungría y Argentina. Su labor filmográfica abarca países como Italia, España Uruguay, Francia y Argentina. 
Tiene una vasta experiencia en televisión, en ciclos de gran popularidad tales como Novia de vacaciones, De carne somos, Dos vidas y un destino, Compromiso, Vínculos, Cosecharás tu siembra, Grande Pa, Atreverse, Alta comedia, Los simuladores, entre muchos otros. 

## Teatro
Como actriz:
- 2020 - TOC TOC de Laurent Baffie. Dir: Lía Jelín.
- 2019 - Los martes orquídeas de Jorge Maestro. Dir: Lía Jelín / Madre Coraje de Bertolt Brecht. Dir: José María Muscari.
- 2018 - Los días felices de Samuel Beckett. Dir: Rubén Pires / En boca cerrada de Juan Carlos Badillo. Dir: Jorge Azurmendi.
- 2016 - En boca cerrada de Juan Carlos Badillo. Dir: Jorge Azurmendi.
- 2015 - Así es la vida de Arnaldo Malfatti y Nicolás de Las Llanderas. Dir: Santiago Doria / El viejo y el mar versión de Rubén Pires de la novela de Ernest Hemingway. Dir: Rubén Pires / La loca de Chaillot de Jean Giraudeoux. Dir: Francisco Javier.
- 2014 - Sol de noche de Cristina Escofet. Dir: Francisco Javier / Así es la vida de Arnaldo Malfatti y Nicolás de Las Llanderas. Dir: Santiago Doria.
- 2013 - El jardín de los cerezos de Anton Chéjov. Dir: Nicolás Pérez Costa / Las obreras de María Elena Sardi. Dir: Joaquín Bonet.
- 2012/2013 - Sol de noche de Cristina Escofet. Dir: Francisco Javier.
- 2011/2012 - Noche de Reyes de William Shakespeare. Dir: Jorge Azurmendi / El conventillo de la Paloma de Alberto Vacarezza. Dir: Santiago Doria / Yo elegí ser Evita de Marta Avellaneda. Dir: Marta Avellaneda.
- 2010 - El conventillo de la Paloma de Alberto Vacarezza. Dir: Santiago Doria / Las chicas del calendario de Tim Firth. Dir: Manuel González Gil.
- 2008 - Las mujeres sabias de Molière. Dir: Willy Landín.
- 2007 - Loteo de Víctor Winer. Dir: Víctor Winer / Cloro de Víctor Winer. Dir: Kado Kotzer.
- 2006 - Porteñas de Manuel González Gil y Daniel Botti. Dir: Manuel González Gil.
- 2004/2005 - El jardín de los cerezos de Anton Chéjov. Dir: Hugo Álvarez / Tratala con cariño de Oscar Viale. Dir: Osvaldo Peluffo.
- 2004 - El diez, Maradona de Daniel Dátola y Héctor Berra. Dir: Héctor Berra.
- 2003 - Vino de ciruela de Arístides Vargas. Dir: Manuel González Gil / Poemas de amor (recopilación de Julio López). Dir: Alejandro Ullúa.
- 2002 - Nuestro fin de semana de Roberto Cossa. Dir: Hugo Urquijo / El día que me quieras de José Antonio Cabrujas. Dir: Julio Baccaro / Todo por el arte de Clara Carrera. Dir: Julio Baccaro.
- 2001 - El día que me quieras de José Antonio Cabrujas. Dir: Julio Baccaro / Nosotras que nos queremos tanto de Miguel Falabella. Dir: Víctor García Peralta.
- 2000 - El malentendido de Albert Camus. Dir: Juan Carlos Gené / Shylock de William Shakespeare. Dir: Robert Sturúa.
- 1999 - Locos de verano de Gregorio de Laferrère. Dir: Daniel Marcove / Shylock de William Shakespeare. Dir: Robert Sturúa / Diario de una camarera de Octave Mirbeau. Dir: Manuel Iedvabni.
- 1998 - Diario de una camarera de Octave Mirbeau. Dir: Manuel Iedvabni.
- 1997 - Chéjov-Chéjova de Francoise Nocher. Dir: Manuel Iedvabni.
- 1996 - El avaro de Molière. Dir: Juan Carlos Gené / Los despachos de Napoleón de George Bernard Shaw. Dir: Manuel Iedvabni.
- 1995 - Después de la lluvia de Sergi Belbel. Dir: Julio Ordano / Elsa Schneider de Sergi Belbel. Dir: Francisco Javier.
- 1994 - La fierecilla domada de William Shakespeare. Dir: Gustavo Di Leo / Barranca abajo de Florencio Sánchez. Dir: Júver Salcedo.
- 1993 - Nosotras que nos queremos tanto de Miguel Falabella. Dir: Víctor García Peralta.
- 1992 - Trescientos millones de Roberto Arlt. Dir. José María Paolantonio / Nosotras que nos queremos tanto de Miguel Falabella. Dir: Víctor García Peralta.
- 1991 - La casa de Bernarda Alba de Federico García Lorca. Dir: Jorge Álvarez.
- 1990 - La señora Klein de Nicholas Wright. Dir: Víctor García Peralta.
- 1988/1989 - Los mirasoles de Julio Sánchez Gardel. Dir: Rodolfo Graziano.
- 1987 - Señora Embajadora de Federico Molina. Dir: Carlos Olivieri.
- 1986 - Tovaricht de Jacques Deval. Dir: Rodolfo Graziano / La celosa de sí misma de Tirso de Molina. Dir: Santiago Doria.
- 1985 - Igualito a su papá y su... papá de Colin Spencer. Dir: Alexander Herold.
- 1984 - La vida comienza cada mañana de Pietro Garinei y Sandro Giovannini. Dir: Wilfredo Ferrán.
- 1983 - Mi familia de Eduardo De Filippo. Dir: Carlos Muñoz.
- 1982 - El burgués gentilhombre de Molière. Dir: José María Paolantonio / Irigoyen de Ulises Petit de Murat y César Tiempo. Dir: Julio Piquer / El jardín de los cerezos de Anton Chéjov. Dir: Osvaldo Bonet.
- 1981 - El bicho bajo la lupa de Jorge Bellizi. Dir: Darío Víttori.
- 1980 - Limpitos pero no tanto de Jorge Bellizi. Dir: Darío Víttori.
- 1979 - Pic-nic de William Inge. Dir: Hugo Urquijo.
- 1978 - El abanico de Carlo Goldoni. Dir: Rodolfo Graziano.
- 1977 - Los intereses creados de Jacinto Benavente. Dir: Jorge Petraglia / Tres personajes a la pesca de un autor de Alejandro Berrutti. Dir: Julio Ordano / Virginia y Pablo de Pedro. E. Pico. Dir: Julio Ordano / La caja del almanaque de Mirko Buchin. Dir: Mirko Buchin.
- 1976 - Mandinga en la sierra de Arturo Lorusso y Rafael José de Rosa. Dir: Julio Baccaro / Clementina, la pingüina de Jorge Maestro. Dir: Jorge Maestro.
- 1975 - El inmortal de Marta Gavensky. Dir: Santángelo / Rondas de los tres juglares de Agustín Malfatti. Dir: Jorge Amosa / La tortuga de Cecilia de Jorge Maestro. Dir: Jorge Maestro / La mujer de panadero de Marcel Pagnol. Dir: Federico Wolf.
- 1974 - He visto a Dios de Francisco Defilippis Novoa. Dir: Santángelo.
- 1973 - El enfermo imaginario de Molière. Dir: Juan O. Ponferrada.
- 1972 - Proceso por la sombra de un burro de Friedrich Durrenmatt. Dir: Rodolfo Boyadjian.
- 1970/1971 - Y fe en el futuro... de Julio Faggioni. Dir: Julio Faggioni.

Como directora:
- 2022/2023/2024: El Tinglado Teatro.

Babel Cocina, de Rita Terranova y Patricia Suárez. Puesta en escena y dirección general.
- 2018: Centro Cultural Kirchner.

Presentación del disco DemareXDemare de María José Demare. Puesta en escena y dirección general.
- 2018: Compañía Porteña de Teatro Clásico. Teatro para Escuelas

Prohibido suicidarse en primavera de Alejandro Casona.
Papá querido de Aída Bortnik.
- 2017: Compañía Porteña de Teatro Clásico. Teatro para Escuelas.

La fierecilla domada de William Shakespeare. Adaptación y dirección.
- 2016: Teatro Cervantes. Plan Federal de Co-Producciones.

¡Pum en el ojo! de Aurelio Ferretti. Adaptación y dirección.
- 2015-2016: Andamio 90.

Prueba de amor de Roberto Arlt. Dirección.
- 2010-2011: La Ratonera Cultural.

Las estaciones del amor. Dramaturgia y dirección.
- 2004: Teatro Regina y Teatro del Pasillo.

Otra vuelta de tuerca de Henry James. Adaptación y dirección.
- 2000: Teatro El Vitral.

Dos disparos, atípico amor. Textos de José Sbarra. Dramaturgia y dirección.
- 1993: Teatro Lorange.

La sirenita de Hans Christian Andersen. Dramaturgia y dirección.

## Filmografía
Actuó en los siguientes filmes:
- Historias de papel (2018). Dirección: Mechi Bove. (aún sin estrenar)
- Krona versus Froggys (2017). Dirección: Federico Tarántola. Personaje: Reina de los Froggys.
- Victoria (2016). Dirección: Amparo Saraví. Personaje: Laura.
- Positivo (2014). Dirección: Sebastián Mónaco. (aún sin estrenar)
- Solo (2013). Dirección: Guillermo Rocamora. (Coproducción con Uruguay). Personaje: Beba.
- Helena (2012). Dirección: Milka López. (aún sin estrenar)
- Cómplices del silencio (2007). Dirección: Stéfano Incerti. (Coproducción con Italia). Personaje: Teresa Gallo.
- Morir en San Hilario (2004). Dirección: Laura Mañá. (Coproducción con España). Personaje: Berta, la plañidera.
- Mocoso malcriado (1992). Dirección: Pablo Trapero. Cortometraje.
- Algunas mujeres (1990). Dirección: Sabrina Farji. Cortometraje.
- Alguien que cuide de mí (1986). Cortometraje.
- Trópico del cangrejo (1985). Dirección: Juan Luis Buñuel. (Coproducción con Francia). Personaje: Guadalupe.
- Atrapadas (1984). Dirección: Aníbal Di Salvo. Personaje: Maricarmen.
- La canción de Buenos Aires (1980). Dirección: Fernando Siro. Personaje: Cristina.
- Allá lejos y hace tiempo (1978). Dirección: Manuel Antín. Personaje: Margarita.

## Televisión

### Telenovelas
- Secretos de amor (2010) - Bárbara Albornoz
- Amor mío (2005-2006) - Inés
- Quinto mandamiento (2004) - Julieta
- Culpable de este amor (2004) - Silvia Lagos
- Hospital público (2003) - Teresa Riera
- El precio del poder (2002) - Vilma Castro
- Trillizos, dijo la partera (1999) - Silvia
- Gasoleros (1998-1999) - Diana Montero
- De corazón (1997-1998) - Zulema
- Amor sagrado (1996) - Norma
- Perla negra (1994-1995) - María Linares
- Diosas y reinas (1993) - Natalia
- ¡Grande, pá! (1993) - Élida
- Luces y sombras (1992) - Paulina Morales
- Cosecharás tu siembra (1991-1992) - Angélica Brusco
- Una voz en el teléfono (1990-1991) - Verónica
- De carne somos (1988 - 1989) - Mónica
- Dos vidas y un destino (1984) - Consuelo González
- Situación límite (1984) - Maritatí Robles
- Un callejón en las nubes (1982-1983) - Blanca
- Herencia de amor (1981) - Dora Moreno
- El secreto de Ana Clara (1980-1981) - Ana Clara Saavedra
- Entre la vereda y el cielo (1980) - Jazmín
- Señorita Andrea (1980) - Mariana Pérez / Godoy
- El león y la rosa (1979-1980) - Ginger
- Novia de vacaciones (1979) - Angelina
- Un mundo de veinte asientos (1978) - María Gimena Torres

### Programas
- Historias de corazón (2013) - Estela "Episodio: A penas sesenta"
- Adictos como Adela
- Alta comedia (1992- 1996) - Varios
- Atreverse (1990) - Jimena "Episodio: Sobrevivientes"
- De fulanas y menganas (1988) - Ángela "Episodio: Doble vida"
- Vínculos (1987) - Varios
- Cuentos para ver (1985) - Enriqueta "Episodio: El sacrificio de San Blas"
- Las 24 horas (1982) - Varios
- Como en el teatro (1982) - Inés "Episodio: Dos infelices felices"
- Teatro de humor (1981-1982) - Varios
- Los especiales de ATC (1981-1982) - Varios

## Premios
- 2022 Nominada Premio ACE Mejor Dirección en Teatro Alternativo por “Babel Cocina” de Rita Terranova y Patricia Suárez.
- 2019 Premio Estrella de Mar Mejor Actriz de Reparto en Comedia por “Los Martes Orquídeas” de Jorge Maestro (adaptación del guion de Sixto Pondal Ríos y Carlos Olivari).
- 2017 Premio Florencio Sánchez Mejor Actriz Protagónica por “En Boca Cerrada” de Juan Carlos Badillo / Nominada Premio ACE Mejor Actriz de Teatro Alternativo por “En Boca Cerrada” / Nominada Premio María Guerrero Mejor Actriz Protagónica por “En Boca Cerrada”.
- 2014 Nominada Premio ACE Mejor Actriz de Comedia por “Así Es La Vida” de Arnaldo Malfatti y Nicolás de las Llanderas.
- 2011 Nominada Premio Florencio Sánchez Mejor Actriz de Reparto por “Noche De Reyes” de William Shakespeare / Nominada Premio María Guerrero Mejor Actriz de Reparto por “Noche De Reyes” / Premio ACE Mejor Actriz en Musical por “Noche De Reyes”.
- 2007 Nominada Premio María Guerrero Mejor Actriz por “Loteo” de Víctor Winer.
- 2005 Premio Trinidad Guevara Mejor Actriz Protagónica por  “El Jardín De Los Cerezos” de Anton Chéjov / Nominada Premio ACE Mejor Actriz Off por “El Jardín De Los Cerezos”.
- 2003 Premio Margarita Xirgù a la Trayectoria.
- 2002 Premio Florencio Sánchez Mejor Actriz de Reparto por “El Día Que Me Quieras” de José Antonio Cabrujas.
- 2001 Premio ACE Mejor Actriz de Reparto en Drama por “El Malentendido” de Albert Camus.
- 2000 Nominada Premio ACE Mejor Actriz de Comedia por “Shylock” de William Shakespeare.
- 1999 Nominada Premio ACE Mejor Actriz de Comedia por “Locos De Verano” de Gregorio de Laferrère.
- 1998 Premio ACE Mejor Actuación en Unipersonal por “Diario De Una Camarera” de Octave Mirbeau / Premio Costantini Mejor Actriz por “Diario De Una Camarera” / Nominada Premio Trinidad Guevara Mejor Actriz por “Diario De Una Camarera” / Nominada Premio María Guerrero Mejor Actriz por “Diario De Una Camarera” / Nominada Premio Florencio Sánchez Mejor Actriz por “Diario De Una Camarera” / Nominada Premio Teatros del Mundo Mejor Adaptación por “Diario De Una Camarera”.
- 1997 Nominada Premio Trinidad Guevara Mejor Actriz por “Chéjov-Chéjova” de Francoise Nocher / Nominada Premio Florencio Sánchez Mejor Actriz por “Chéjov-Chéjova”.
- 1993 Nominada Premio ACE Mejor Espectáculo Infantil por “La Sirenita” de Hans Christian Andersen, con adaptación y dirección de Rita Terranova.
- 1992 Premio Arlequín Mejor Actriz por “Trescientos Millones” de Roberto Arlt / Nominada Premio ACE Mejor Actriz por “Trescientos Millones”.
- 1991 Premio ACE Mejor Actriz de Reparto en Drama por “La Casa De Bernarda Alba” de Federico García Lorca.
- 1990 Premio Trinidad Guevara Mejor Actriz de Reparto por “La Señora Klein” de Nicholas Wright.
- 1989 Nominada Premio Estrella de Mar Mejor Actriz por “Los Mirasoles” de Julio Sánchez Gardel.
- 1987 Premio Carlos Mejor Actriz de Comedia por “Señora Embajadora” de Federico Molina.
- 1982 Nominada Premio Estrella de Mar Mejor Actriz de Reparto por “Mi Familia” de Eduardo de Filippo.

## Curiosidades
- Fue la primera mujer secretaria general de la Asociación Argentina de Actores.
- Es autora de un libro de cuentos para niños.
- Realizó adaptaciones teatrales de varias novelas.
- En su labor de directora teatral tiene diez estrenos en su haber.